# Roland Knabl
Roland Knabl (* 16. August 1980 in Wien) ist ein österreichischer Handballspieler.

## Karriere
In seiner Jugend begann der gebürtige Wiener das Handball spielen beim W.A.T. Floridsdorf. Seinen ersten Einsatz im Profi-Handball hatte er bei UHC Stockerau, bei welchen er unter anderem gemeinsam mit David Szlezak spielte. 1998 wechselte Knabl in seine Geburtsstadt Wien zum Handballclub Fivers Margareten. Ab 2005 lief er für den UHC Tulln auf. Mit den Niederösterreichern konnte er 2007 den ÖHB-Cup gewinnen. Nachdem der Verein danach in finanzielle Turbulenzen geraten war, wechselte er 2008 zu der SG Handball West Wien. 2011 beendete er sein Medizinstudium und damit auch seine Handball-Karriere.

## HLA-Bilanz
| Saison    | Verein                | Spielklasse | Tore | 7-Meter | Feldtore |
| --------- | --------------------- | ----------- | ---- | ------- | -------- |
| 2008/09   | SG Handball West Wien | HLA         | 62   | 0/0     | 62       |
| 2009/10   | SG Handball West Wien | HLA         | 94   | 0/0     | 94       |
| 2010/11   | SG Handball West Wien | HLA         | 45   | 0/0     | 45       |
| 2008–2011 | gesamt                | HLA         | 201  | 0/0     | 201      |

## Erfolge
- 1× Österreichischer Pokalsieger (mit dem UHC Tulln)